# Оља Пољакова
Ољга Јурјевна Пољакова (укр. Ольга Юріївна Полякова; Виница, 17. јануар 1979), познатија као Оља Пољакова (укр. Оля Полякова), украјинска је певачица, глумица и телевизијска водитељка.
Оља Пољакова је отпевала свој легендарни хит „Схлиопка“ на украјинском језику и овој песми додала оригиналне речи.

## Дискографија

### Албуми
- (2001)
- (2017)
- (2019)

### Синглови
- „” (2012)
- „” (2013)
- „” (2013)
- „” (2014)
- „” (2014)
- „” (2015)
- „” (2015)
- „” (2016)
- „” (2016)
- „” (2017)
- „” (2017)
- „” (2018)
- „” (2018)
- „” (2018)
- „” (2019)
- „” (2019)
- „” (2019)
- „” (2019)
- „” (2019)
- „” (2020)
- „” (2021)
- „” (2021)